# Eve Best
Eve Best, nata Emily Best (Londra, 31 luglio 1971), è un'attrice britannica.
Per il suo impegno in campo teatrale, ha ricevuto un Laurence Olivier Award, oltre a due candidature ai Tony Award.
È nota soprattutto per il ruolo della dottoressa O'Hara nella serie televisiva Nurse Jackie - Terapia d'urto, per quello della preside Farah Dowling nella serie Fate - The Winx Saga e per quello di Rhaenys Targaryen in House of the Dragon.

## Infanzia
Best crebbe nella West London e frequentò la Wycombe Abbey Girls' School, per poi entrare nel Lincoln College di Oxford, dove studiò inglese. A Londra le sue prime performance pubbliche furono, all'età di nove anni, per la compagnia teatrale per bambini W11 Opera. Dopo essersi diplomata a Oxford, dove apparì nelle rappresentazioni dell'Oxford University Dramatic Society e partecipò al Festival di Edimburgo, Best fece il proprio debutto professionale recitando nel ruolo di Beatrice in Molto rumore per nulla alla Southwark Playhouse.

## Carriera teatrale
Dopo un periodo di lavoro al teatro alternativo londinese, Best studiò alla Royal Academy of Dramatic Art di Londra. Dopo essersi laureata nel 1999, apparì nel revival di 'Tis Pity She's a Whore allo Young Vic, per il quale vinse sia il premio Evening Standard che Critics' Circle come "miglior nuovo arrivato"; successivamente adottò il nome di sua nonna, Eve, come nome d'arte sul palco, in quanto un'altra Emily Best era già registrata alla British Actors' Equity Association.
Best vinse un Olivier Award per l'interpretazione della protagonista in Hedda Gabler e nell'anno successivo fu candidata per lo stesso premio per il suo ruolo di Josie nell'opera teatrale di Eugene O'Neill, Una luna per i bastardi, rappresentata al teatro Old Vic di Londra.
All'inizio del 2007 recitò per una compagnia teatrale Sheffield Crucible in Come vi piace, che venne rappresentato per un breve periodo di tempo allo Swan Theatre della Royal Shakespeare Company a Stratford-upon-Avon. Nello stesso anno si esibì in A Moon for The Misbegotten a Broadway, per il quale venne candidata ad un Tony Award per la migliore attrice in una rappresentazione teatrale.
Best lavorò al Il ritorno a casa di Harold Pinter al Cort Theatre di New York, nel quale recitò a fianco a Ian McShane, Raúl Esparza e Michael McKean.
Inoltre assunse il ruolo di Lucrezia nella versione in audiolibro Naxos de Lo stupro di Lucrezia di William Shakespeare. Nel 2000 Best partecipò alla versione radiofonica di Emma per la BBC Radio 4.
Nel 2011 Best ha interpretato nuovamente Beatrice in Molto rumore per nulla al Globe Theatre di Londra.

## Filmografia

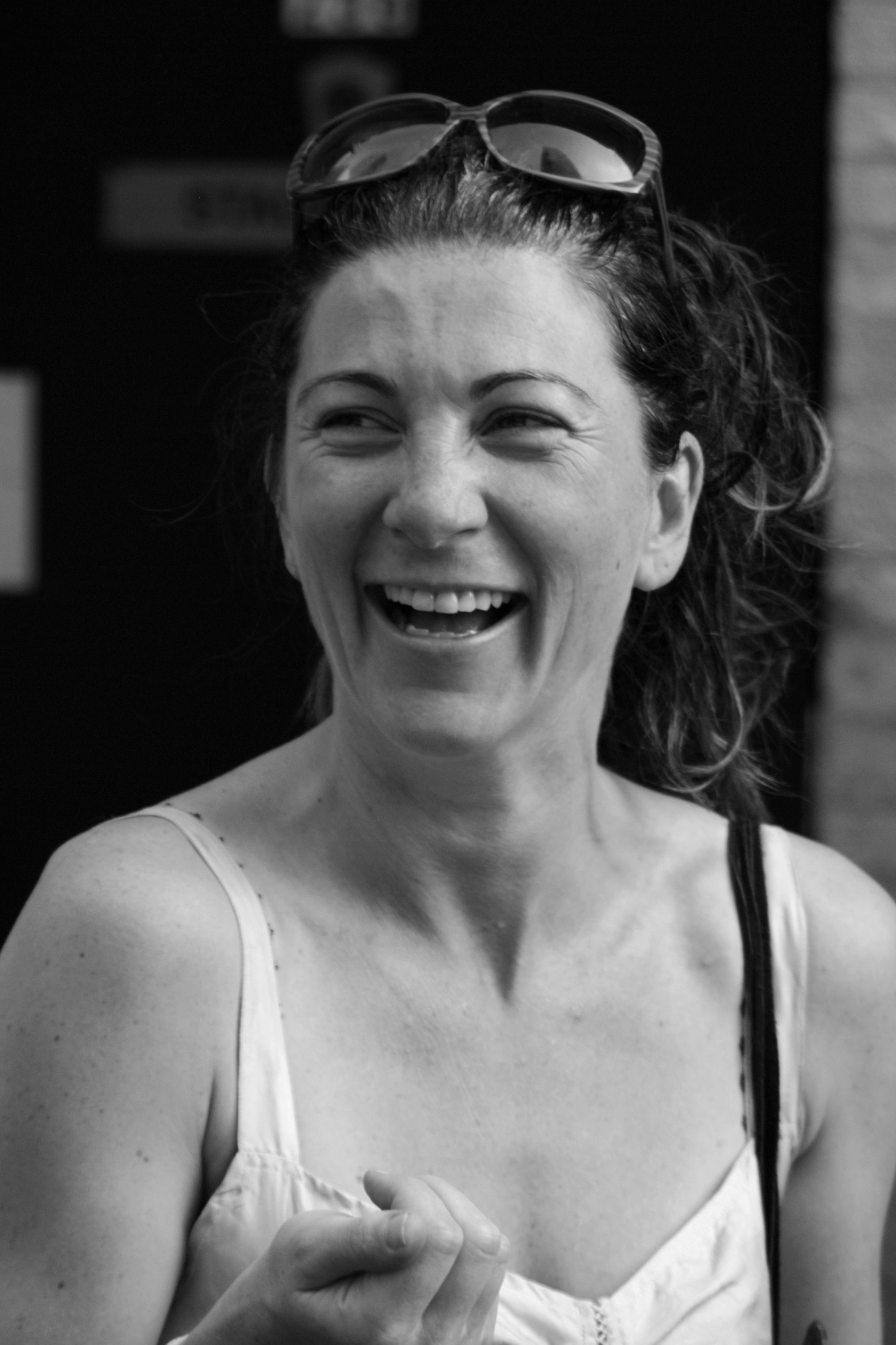
Eve Best nel 2007

### Cinema
- Il discorso del re (The King's Speech), regia di Tom Hooper (2010)
- Much Ado About Nothing, regia di Jeremy Herrin (2012)
- Someone You Love, regia di Pernille Fischer Christensen (2014)

### Televisione
- Metropolitan Police (The Bill) – serie TV, 1 episodio (2000)
- Casualty – serie TV, 1 episodio (2000)
- I mondi infiniti di H.G. Wells (The Infinite World of H.G. Wells), regia di Robert Young – miniserie TV (2001)
- Shackleton, regia di Charles Sturridge – miniserie TV, 2 puntate (2002)
- Waking the Dead – serie TV, 1 episodio (2004)
- Lie with Me, regia di Susanna White – film TV (2004)
- The Inspector Lynley Mysteries – serie TV, 1 episodio (2005)
- Vital Signs – serie TV, 6 episodi (2006)
- Prime Suspect – serie TV, 2 episodi (2006)
- Nurse Jackie - Terapia d'urto (Nurse Jackie) – serie TV, 51 episodi (2009-2015)
- The American Experience – serie TV, 1 episodio (2010)
- The Shadow Line – miniserie TV, 4 puntate (2011)
- Up All Night – serie TV, 2 episodi (2012)
- The Challenger, regia di James Hawes – film TV (2013)
- New Worlds – miniserie TV, 1 puntata (2014)
- The Honourable Woman, regia di Hugo Blick – miniserie TV (2014)
- Lucky Man – serie TV, 20 episodi (2016-2017)
- Fate - The Winx Saga – serie TV, 7 episodi (2021-2022)
- House of the Dragon – serie TV, 11 episodi (2022-2024)
- Maryland, regia di Susan Tully – miniserie TV (2023)
- The Crown – serie TV, episodi 6x07-6x09 (2023)

## Teatrografia parziale
- Molto rumore per nulla di William Shakespeare. Southwark Playhouse di Londra (1995)
- Peccato che sia una sgualdrina di John Ford. Young Vic di Londra (1999)
- L'ereditiera di Ruth e Augustus Goetz. National Theatre di Londra (1999)
- Il giardino dei ciliegi di Anton Čechov. National Theatre di Londra (2001)
- Macbeth di William Shakespeare. Globe Theatre di Londra (2001)
- Il misantropo di Molière. Chichester Theatre Festival di Chichester (2002)
- The Coast of Utopia di Tom Stoppard. National Theatre di Londra (2002)
- Tre sorelle di Anton Čechov. National Theatre di Londra (2003)
- Il lutto si addice ad Elettra di Eugene O'Neill. National Theatre di Londra (2003)
- Hedda Gabler di Henrik Ibsen. Almeida Theatre e Duke of York's Theatre di Londra (2006)
- Una luna per i bastardi di Eugene O'Neill. Old Vic di Londra (2007), Brooks Atkinson Theatre di Broadway (2007)
- Come vi piace di William Shakespeare. Crucible Theatre di Sheffield (2007)
- Il ritorno a casa di Harold Pinter. Cort Theatre di Broadway (2008)
- Molto rumore per nulla di William Shakespeare. Globe Theatre di Londra (2011)
- La duchessa di Amalfi di John Webster. Old Vic di Londra (2012)
- Antonio e Cleopatra di William Shakespeare. Globe Theatre di Londra (2013)
- Vecchi tempi di Harold Pinter. American Airlines Theatre di Broadway (2015)
- Love in Idleness di Terence Rattigan. Menier Chocolate Factory e Apollo Theatre di Londra (2017)
- Una donna senza importanza di Oscar Wilde. Vaudeville Theatre di Londra (2017)

## Riconoscimenti
- Tony Award
  - 2007 – Candidatura alla miglior attrice protagonista in un'opera teatrale per Una luna per i bastardi
  - 2008 – Candidatura alla miglior attrice protagonista in un'opera teatrale per Il ritorno a casa
- Laurence Olivier Awards
  - 2006 – Miglior attrice per Hedda Gabler
  - 2007 – Candidatura alla miglior Attrice per Una luna per i bastardi

## Doppiatrici italiane
Nelle versioni in italiano delle opere in cui ha recitato, Eve Best è stata doppiata da:
- Laura Boccanera in The Honourable Woman, House of the Dragon
- Alessandra Korompay in Nurse Jackie - Terapia d'urto
- Alessandra Cassioli ne Il discorso del re
- Sabrina Duranti in Fate - The Winx Saga
- Nadia Perciabosco in The Crown